# Nový Studenec
Nový Studenec (německy Neu Studenetz) je část města Ždírce nad Doubravou. Osadou protéká potok Cerhovka, který je pravostranným přítokem řeky Doubravy.

## Historie
První písemná zmínka o vesnici pochází z roku 1314. Nový Studenec býval sídlem panství Studenec, ke kterému náleželo 22 obcí v podhůří Železných hor.
Územněsprávně byl Nový Studenec v letech 1869–1950 veden jako obec v okrese Chotěboř, v letech 1961–1985 jako část obce Horního Studence a od 1. července 1985 jako část města Ždírce nad Doubravou.

## Přírodní poměry
Jihozápadně od vesnice se nachází přírodní rezervace Zlatá louka.

## Obyvatelstvo
| Rok            | 1869 | 1880 | 1890 | 1900 | 1910 | 1921 | 1930 | 1950 | 1961 | 1970 | 1980 | 1991 | 2001 |
| -------------- | ---- | ---- | ---- | ---- | ---- | ---- | ---- | ---- | ---- | ---- | ---- | ---- | ---- |
| Počet obyvatel | 268  | 291  | 309  | 283  | 282  | 296  | 285  | 181  | 164  | 139  | 142  | 156  | 149  |

## Pamětihodnosti
- Renesanční zámek z roku 1612 na místě tvrze připomínané roku 1314

## Fotogalerie

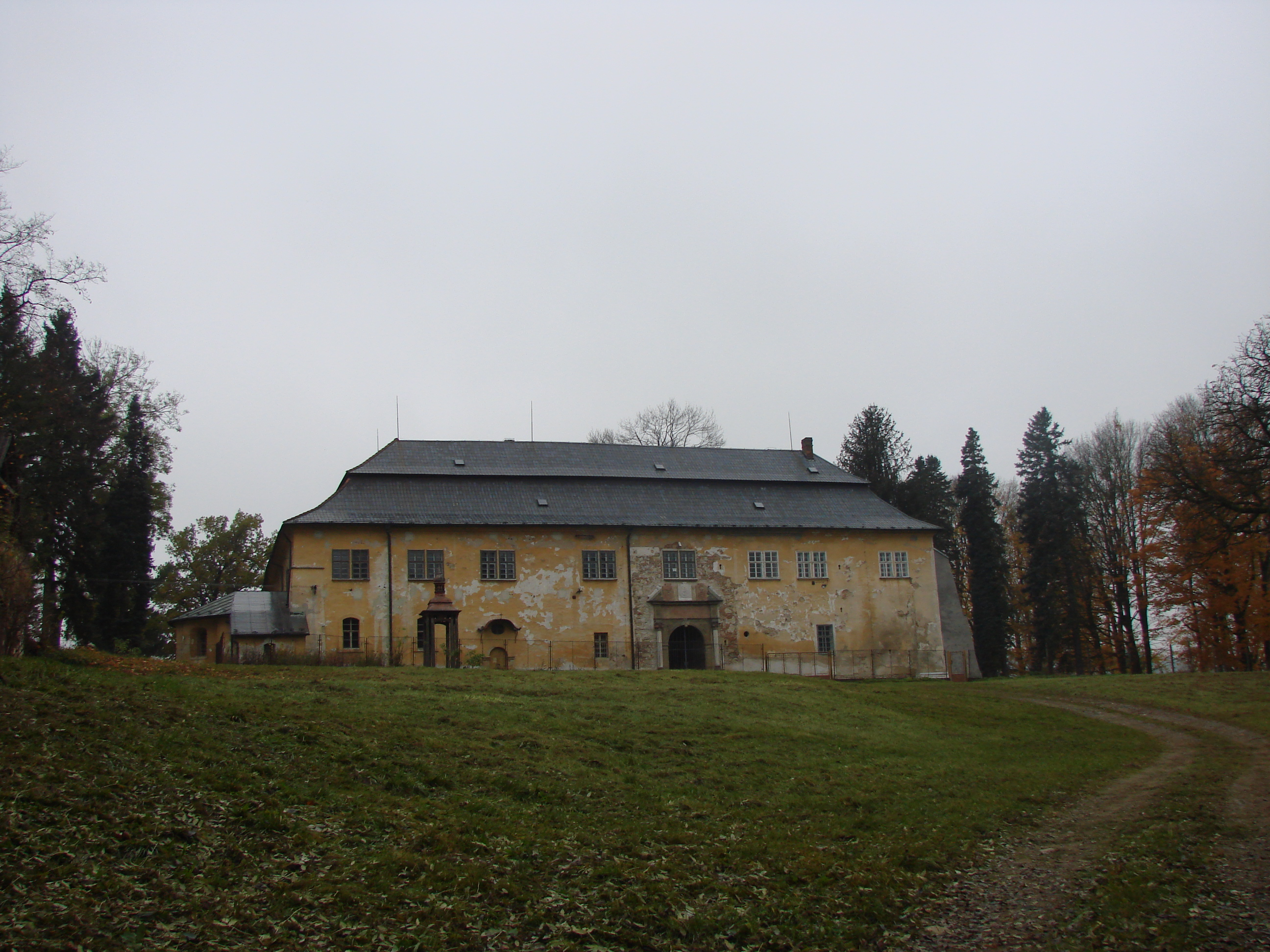
Zámek Nový Studenec
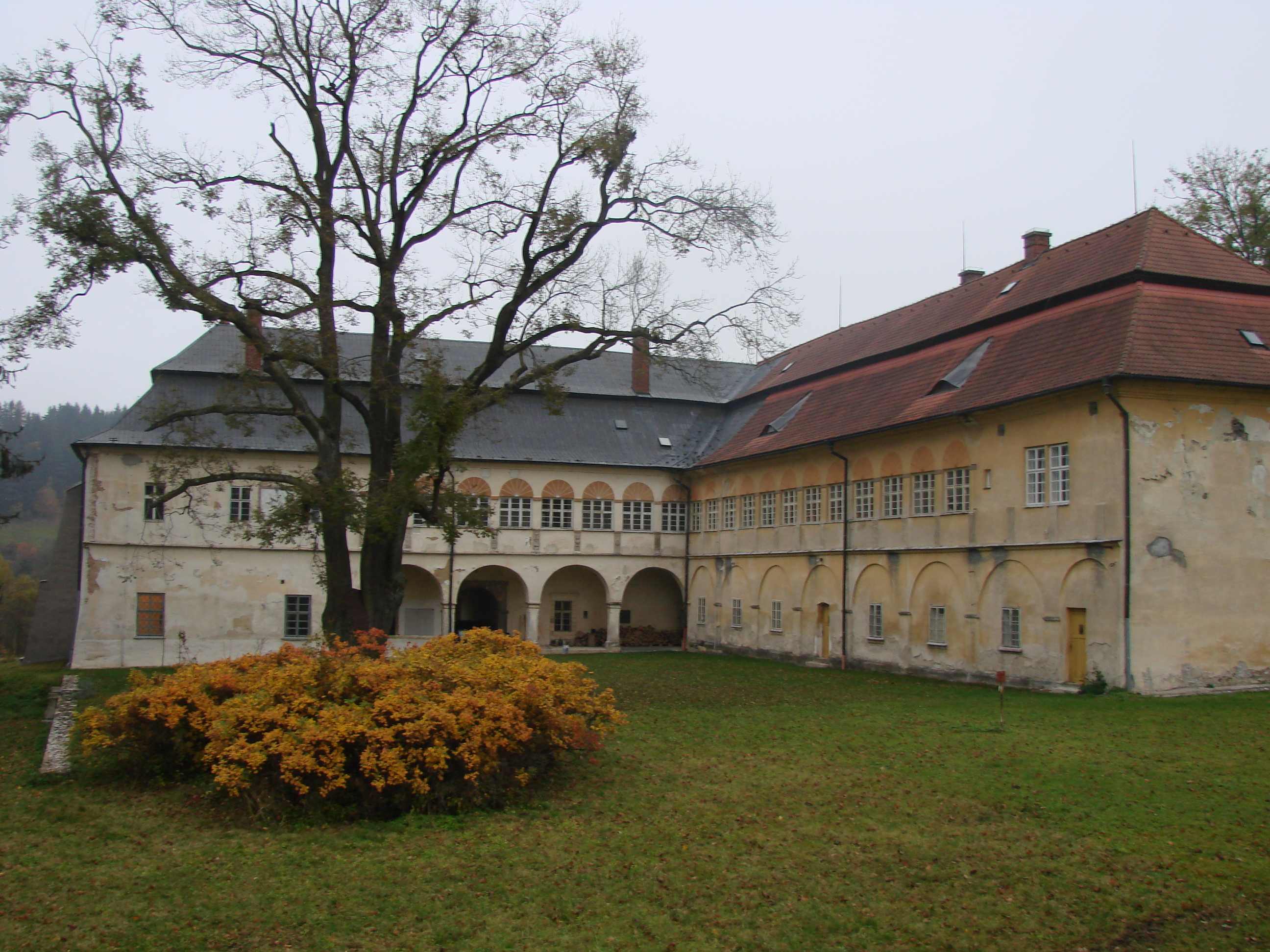
Zámek Nový Studenec (pohled zezadu)
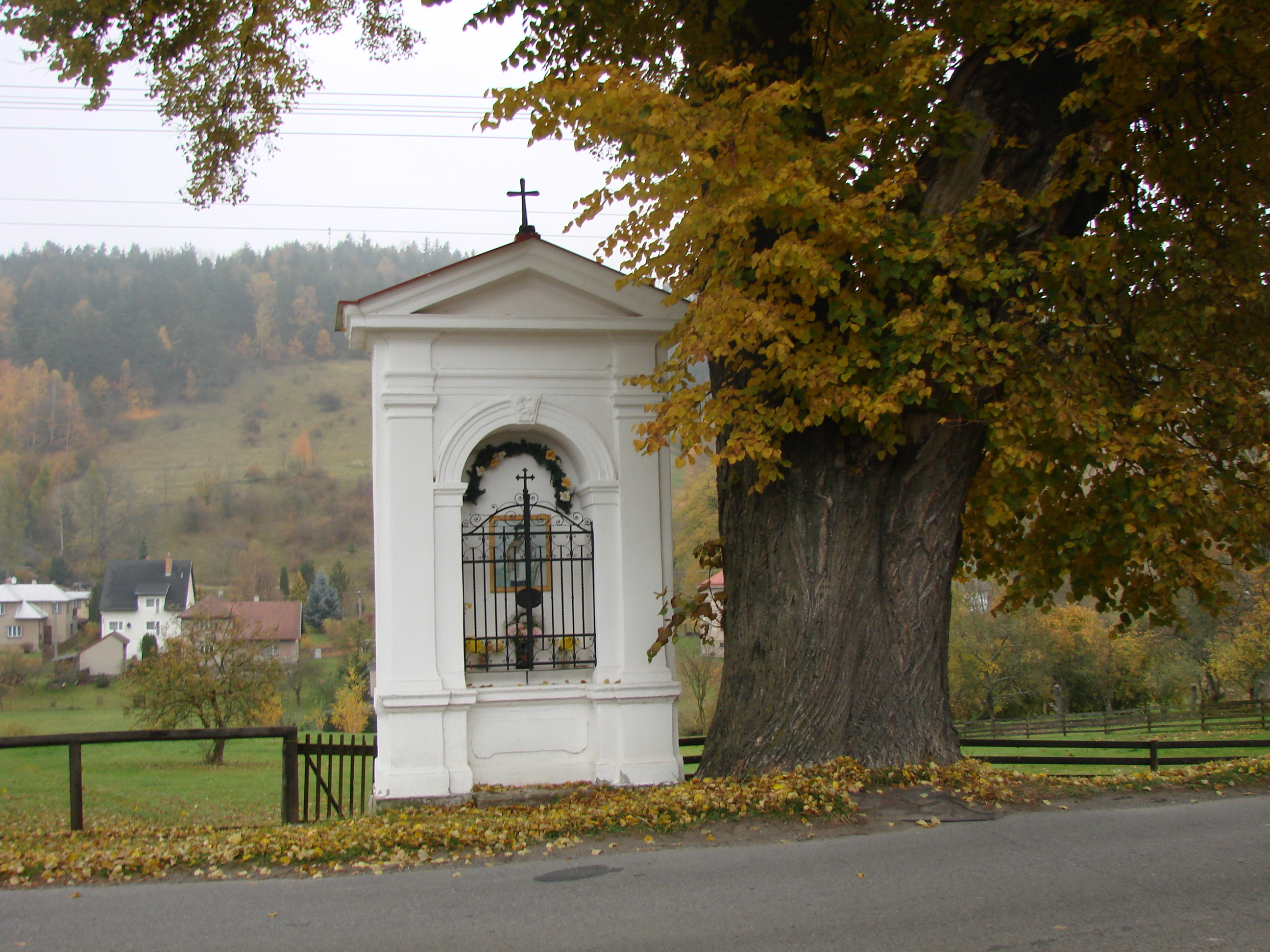
Výklenková kaplička v Novém Studenci